# مجال ذو تفكيك وحيد (جبر)
في الرياضيات، مجال ذو تفكيك وحيد (بالإنجليزية: Unique factorization domain)‏ هو حلقة حيث تعبيرٌ يشبه المبرهنة الأساسية في الحسابيات يكون صحيحا.